# 东伯比斯-科兰太因
东伯比斯-科兰太因，为圭亚那的一个区。北邻大西洋，东邻苏里南，南邻巴西，西邻马海卡-伯比斯、	上德梅拉拉-伯比斯、波塔罗-锡帕鲁尼、上塔库图-上埃塞奎博。总面积3 6234 km²，总人口161,412(2002)。
1. ↑  Macmillan Publishers. . . Oxford: Macmillan Caribbean. 2009: 35. ISBN 9780333934173.